# Ірена Вейс
Ірена Вейс (до шлюбу Зільберберг, творчий псевдонім Анері, пол. Irena Weissowa; 1 жовтня 1888, Лодзь, Польща — 20 березня 1981, Краків, Польща) — польська художниця, вітражистка.

## Життєпис
Навчалася у Варшавській школі витончених мистецтв під керівництвом Конрада Кржижановського і Кароля Тихого (малюнок і живопис), Ксаверія Дуніковського (скульптура).
Потім продовжила навчання на приватних курсах у художника Войцеха Вайса, за якого вийшла заміж у 1908 році.
Взяла псевдонім «Анері» (анаграма імені Ірена), щоб її роботи не плутали з полотнами чоловіка. У 1913 році відвідала Венецію, де під враженням від атмосфери міста створила ряд чудових пейзажів.
Під час Першої світової війни навчалася у Kunstgewerbeschule (Школа художніх ремесел) у Відні. З 1925 року майже щоліта проводила у сестри на Лазурному Березі в Ніцці. Писала види Монте-Карло і Віллефранша.
Брала участь у виставках «Товариства польських художників».

## Творчість
Писала, в основному, пейзажі, портрети й натюрморти, що відрізнялися живими, насиченими кольорами.
Проєктувала вітражі та мозаїку.

## Особисте життя
Чоловік — художник Войцех Вайс (1875—1950).